# 2046
Năm 2046  (MMXLVI) là một năm thường bắt đầu bằng Thứ hai. Trong lịch Gregory, nó sẽ là năm thứ 2046 của Công nguyên hay của Anno Domini; năm thứ 46 của thiên niên kỷ 3 và của thế kỷ 21; và năm thứ bảy của thập niên 2040.